# Івотка (село)
Іво́тка —  село в Україні, у Ямпільській селищній громаді Шосткинського району Сумської області. Населення становить 27 осіб. До 2020 орган місцевого самоврядування — Ямпільська селищна рада.

## Географія
Село Івотка розміщене на правому березі річки Івотка, вище за течією на відстані 3 км наявне селище Неплюєве, нижче за течією на відстані 5 км розташоване село Папірня, на протилежному березі — смт Ямпіль. До села примикає великий лісовий масив урочище Кремлянська Дача (сосна). Через село проходить автомобільна дорога Т 1915.

## Історія
12 червня 2020 року, відповідно до розпорядження Кабінету Міністрів України № 723-р «Про визначення адміністративних центрів та затвердження територій територіальних громад Сумської області», село увійшло до складу Ямпільської селищної громади.
19 липня 2020 року, в результаті адміністративно-територіальної реформи та ліквідації Ямпільського району, село увійшло до складу новоутвореного Шосткинського району.

## Пам'ятки
- Діброва - ландшафтний заказник.